# Аја Самешима
Аја Самешима (јап. 鮫島 彩; 16. јун 1987) јапанска је фудбалерка.

## Репрезентација
За репрезентацију Јапана дебитовала је 2008. године. Са репрезентацијом Јапана наступала је на једним Олимпијским играма (2012) и два Светска првенства (2011. и 2015). За тај тим одиграла је 103 утакмице и постигла је 5 голова.

## Статистика
| Јапан  | Јапан | Јапан |
| Год.   | Ута.  | Гол.  |
| ------ | ----- | ----- |
| 2008   | 2     | 1     |
| 2009   | 3     | 0     |
| 2010   | 15    | 1     |
| 2011   | 18    | 0     |
| 2012   | 14    | 0     |
| 2013   | 3     | 0     |
| 2014   | 2     | 1     |
| 2015   | 12    | 1     |
| 2016   | 3     | 0     |
| 2017   | 13    | 0     |
| 2018   | 18    | 1     |
| Укупно | 103   | 5     |